# Cromosoma 20
Con il nome di cromosoma 20 si indica, per convenzione, il ventesimo cromosoma autosomico umano in ordine di grandezza (calcolando anche il cromosoma X, risulta essere il ventunesimo). Il cromosoma 20 possiede all'incirca 62 milioni di nucleotidi. I due cromosomi 20 rappresentano quasi il 2,5% del DNA totale nelle cellule umane.
Il cromosoma 20 contiene di certo oltre 700 geni, ma si ritiene possa contenerne fino a 800.
Il numero di polimorfismi a singolo nucleotide (SNP)  individuati è di oltre 300.000.

## Geni
I seguenti sono alcuni dei geni identificati sul cromosoma 20:
- EDN3: endotelina 3
- JAG1: jagged 1 (legato alla sindrome di Alagille)
- PANK2: pantotenato chinasi 2 (legato alla relativa neurodegenerazione)
- PRNP: proteina prionica (p27-30) (legata alla malattia di Creutzfeldt-Jakob ed alla malattia di Gerstmann-Sträussler-Scheinker)

## Malattie
Alcune patologie legate a problemi a carico del cromosoma 20.
- diabete mellito di tipo 1
- malattie prioniche
- neurodegenerazione associata alla pantotenato chinasi
- sindrome di Alagille
- sindrome di Waardenburg